# زندگی گمشده
زندگی گمشده یا نان سیاه (به ترکی استانبولی: kara ekmek) یک مجموعه تلویزیونی درام ترکی ساخته شده توسط لیمون فیلم به کارگردانی تانر اکواردار و با بازی اوزلم یلماز ، انگین هپیلری ، اوشان چاکیر ، آلتان ارککلی ، گلچین سانترجی اوغلو ، الیفجان اونگورلار و آنیل ایلتر است. این سریال متشکل از ۲ و ۳۷ قسمت است.

## بازیگران و شخصیت ها
- اوزلم ییلماز - آسیه/سلین
- انگین هپیلری - تایلان
- اوسهان چاکیر - چتین
- آلتان ارککلی - سلیم
- گلچین سانترجی اوغلو - پروین
- الیفجان اونگورلار - مینا
- آنیل ایلتر - علی
- باشاک داشمان - هاله
- هاله آکینلی - قدریه
- گونن آیکاچ - سمیرا
- برکای تولوباچی - برکانت
- علی باریشیک - مهمت

## انتشار
| فصل   | روز و ساعت پخش  | شروع فصل        | فینال فصل              | تعداد قسمت های فیلمبرداری شده | محدوده بخش | سال انتشار | کانال تلویزیون |
| ----- | --------------- | --------------- | ---------------------- | ----------------------------- | ---------- | ---------- | -------------- |
| فصل ۱ | جمعه ساعت ۲۰٫۰۰ | ۲۳ ژانویه ۲۰۱۵  | ۱۹ ژوئن ۲۰۱۵           | ۲۲                            | ۱-۲۲       | ۲۰۱۵       | آ تی وی        |
| فصل ۲ | جمعه ساعت ۲۰٫۰۰ | ۱۱ سپتامبر ۲۰۱۵ | ۲۵ دسامبر ۲۰۱۵ (نهایی) | ۱۵                            | ۲۳-۳۷      | ۲۰۱۵       | آ تی وی        |